# Big Comic Original
Big Comic Original è una rivista giapponese di manga pubblicata da Shogakukan, indirizzata in prevalenza a un pubblico maschile con età compresa tra i 12 e i 65 anni, cioè seinen.

## Mangaka e serie in Big Comic Original
- Mitsuru Adachi
  - Bōken Shōnen
  - Jinbe
- Mitsuo Hashimoto
  - Station
- Kenshi Hirokane
  - Human Crossing
- Kō Kojima
  - Hige to Boin
- Nakayama Masaaki
  - PS Rashomon
- Shinji Mizushima
  - Abu-san
- Naoki Urasawa
  - Master Keaton
  - Monster
  - Pineapple Army
  - Pluto

## Riviste correlate
- Big Comic
- Big Comic Spirits